# Agenzia spaziale europea
L'Agenzia spaziale europea, in sigla ASE (dalla denominazione francese Agence spatiale européenne) o ESA (dalla denominazione inglese European Space Agency), è un'agenzia internazionale fondata nel 1975 incaricata di coordinare i progetti spaziali di 22 Paesi europei. Il suo quartier generale si trova a Parigi in Francia, con uffici a Mosca, Bruxelles, Washington e Houston. Il personale dell'ESA del 2016 ammontava a 2 200 persone (esclusi sub-appaltatori e le agenzie nazionali) e il budget del 2022 è di 7,15 miliardi di euro. Attualmente il direttore generale dell'agenzia è l'austriaco Josef Aschbacher, il quale ha sostituito il tedesco Johann-Dietrich Wörner il primo marzo 2021.
Lo spazioporto dell'ESA è il Centre Spatial Guyanais a Kourou, nella Guyana francese, un sito scelto, come tutte le basi di lancio, per via della sua vicinanza con l'equatore. Durante gli ultimi anni il lanciatore Ariane 5 ha consentito all'ESA di raggiungere una posizione di primo piano nei lanci commerciali e l'ESA è il principale concorrente della NASA nell'esplorazione spaziale.
Le missioni scientifiche dell'ESA hanno le loro basi al Centro europeo per la ricerca e la tecnologia spaziale (ESTEC) di Noordwijk, nei Paesi Bassi. Il Centro europeo per le operazioni spaziali (ESOC), di Darmstadt in Germania, è responsabile del controllo dei satelliti ESA in orbita. Le responsabilità del Centro europeo per l'osservazione della Terra (ESRIN) di Frascati, in Italia, includono la raccolta, l'archiviazione e la distribuzione di dati satellitari ai partner dell'ESA; oltre a ciò, la struttura agisce come centro di informazione tecnologica per l'intera agenzia.
Il Centro europeo per gli astronauti (EAC) è situato a Colonia, in Germania, ed è un centro per la selezione, l'addestramento, il supporto medico degli astronauti, oltre al supporto per le preparazioni al lancio e durante le missioni. Il Centro europeo per l'astronomia spaziale (ESAC), situato a Villanueva de la Cañada, in Spagna, è il centro ESA per la ricerca astronomica. Infine il Centro europeo per le applicazioni spaziali e le telecomunicazioni (ECSAT) nell'Oxfordshire, Regno Unito, si occupa di tecnologia spaziale e telecomunicazioni.
È membro dell'Istituto europeo per le norme di telecomunicazione (ETSI).

## Storia
Dopo la seconda guerra mondiale molti scienziati Europei avevano abbandonato l'Europa per lavorare negli Stati Uniti d'America o nell'Unione Sovietica. Sebbene il rapido sviluppo degli anni cinquanta avesse permesso a molti scienziati di ritornare in Europa, questi si erano resi conto che i singoli progetti nazionali non potevano competere con i progetti sviluppati dalle due superpotenze, specialmente in campo spaziale. Nel 1958, un mese dopo la crisi dello Sputnik, Edoardo Amaldi e Pierre Victor Auger, due preminenti scienziati europei di quel tempo, iniziarono a discutere sulla fondazione di un'agenzia spaziale europea.
L'idea della creazione in Europa di un potere indipendente nel campo spaziale risale all'inizio degli anni sessanta. Nel 1962, fermamente convinti che «l'unione fa la forza», sei paesi europei (Belgio, Francia, Germania, Regno Unito, Italia e Paesi Bassi), con la partecipazione dell'Australia, crearono l'European Launcher Development Organisation (ELDO) con lo scopo di progettare e costruire un lanciatore indipendente dalle due potenze spaziali dell'epoca.
Sempre nel 1962 (e precisamente il 14 giugno), gli stessi paesi, più la Danimarca, la Spagna, la Svezia e la Svizzera firmarono un accordo per la fondazione dell'ESRO (European Space Research Organization), che venne poi creata ufficialmente il 20 marzo 1964 allo scopo di avviare progetti in campo satellitare. Tra il 1968 e il 1972 l'ESRO poté festeggiare i primi successi: 7 satelliti di ricerca vennero posti in orbita grazie all'utilizzo di lanciatori Statunitensi.
Dieci anni più tardi, i membri di queste due organizzazioni decisero di riunire le loro diverse attività in un unico ente. Nel luglio del 1973 durante una conferenza interministeriale dei 10 paesi europei svoltasi a Bruxelles, si delinearono i principi costitutivi dell'Agenzia Spaziale Europea. Il documento di istituzione fu redatto in francese, italiano, inglese, olandese, spagnolo, svedese e tedesco, in un unico esemplare originale depositato presso il Governo francese. L'inglese, il francese e il tedesco furono indicate come lingue ufficiali dell'Agenzia, con l'inglese e il francese che avrebbero dovuto essere preferiti al tedesco nei rapporti con gli stati membri e nelle comunicazioni verso l'esterno. L'ESA avrebbe altresì accettato documenti redatti nella lingua parlata in ciascuno stato membro e, in particolare, l'italiano sarebbe stato accettato nelle comunicazioni relative allo Spacelab.
Nel 1975 venne lanciata la prima missione da parte dell'Agenzia che sarebbe poi diventata l'ESA; si trattava della sonda Cos-B che aveva lo scopo di analizzare le emissioni di raggi gamma dell'universo. Nello stesso anno, l'Irlanda divenne membro dell'ESA e il 30 ottobre 1980 la ratifica dell'accordo sancì l'esistenza legale dell'ESA.
In seguito, Austria, Norvegia e più tardi la Finlandia si unirono agli stati membri fondatori dell'ESA. La ratifica di alcuni accordi di cooperazione ha dato inoltre la possibilità al Canada di partecipare ad un certo numero di programmi dell'Agenzia e di far parte del Consiglio ESA.
Nel 2000 si unì agli stati membri il Portogallo, seguito nel 2005 dalla Grecia e dal Lussemburgo. La Repubblica Ceca è entrata nell'agenzia nel 2008, portando a 18 il numero dei paesi membri. Il 22 dicembre 2011 la Romania ha aderito come diciannovesimo membro dell'ESA. La Polonia è stato il ventesimo membro grazie agli accordi d'adesione del 13 settembre 2012. L'Estonia si è unita il 4 febbraio 2015.. Infine l'ultimo paese membro aderente è stato l'Ungheria il 24 febbraio 2015.

### Dagli inizi fino all'istituzione attuale
All'inizio degli anni settanta la corsa allo spazio avviata dalle due superpotenze aveva subito una notevole contrazione. L'ESA si affermò come precursore nell'esplorazione spaziale.

L'ESA riunì la NASA e il Regno Unito sotto il progetto dell'IUE, il primo telescopio orbitale, che venne lanciato nel 1978 e operò correttamente per 18 anni. Dopo i numerosi successi nell'orbita terrestre, nel 1986 l'ESA lanciò la Missione Giotto, la prima missione nello spazio profondo per studiare la cometa di Halley e la Grigg-Skjellerup. Hipparcos, una missione per la mappatura delle stelle, venne lanciata nel 1989, mentre negli anni novanta furono lanciati SOHO, Ulysses e il Telescopio spaziale Hubble in collaborazione con la NASA. Recenti missioni scientifiche in collaborazione con la NASA comprendono la sonda Cassini-Huygens dove il contributo ESA consistette nella realizzazione della sonda Huygens che atterrò su Titano.
Come successore dell'ELDO, l'ESA ha costruito dei lanciatori per carichi scientifici e commerciali. Ariane 1 venne lanciato per la prima volta nel 1979 e divenne il principale lanciatore commerciale dal 1984 in poi. I due razzi successivi erano principalmente degli avanzamenti tecnologici per arrivare all'Ariane 4, le cui operazioni tra il 1984 e il 2003 hanno reso l'ESA il soggetto principale nel campo dei lanciatori commerciali. Tuttavia il suo successore, l'Ariane 5, ha avuto alcuni problemi. Il primo lancio della prima versione dell'Ariane 5 fallì, come avvenne, anche, per il primo lancio dell'Ariane 5 ECA (2002), una versione migliorata dell'Ariane 5. Nonostante questi fallimenti, l'Ariane 5 ha dimostrato di essere un competitore valido per i lanci commerciali fin dal suo primo lancio avvenuto nel 1997, e si calcola che dovrebbe raggiungere i 25 lanci avvenuti con successo entro il 2006.

All'inizio del nuovo millennio l'ESA si pone come il principale competitore della NASA nell'esplorazione spaziale. Sebbene nei decenni precedenti l'ESA avesse contato molto sulla cooperazione della NASA, negli ultimi anni (dal 1990 in poi) l'ESA decise di assumere un comportamento più autonomo. Questo cambiamento di atteggiamento avvenne anche per via delle restrizioni legali che i militari americani decisero di imporre allo scambio di informazioni.
L'ESA puntò molto sulla cooperazione con la Russia, che nel campo dei lanciatori ha un'esperienza pari se non superiore a quella degli Stati Uniti. Una recente dichiarazione stampa recita: 
 Questa cooperazione in seguito cessò in conseguenza all'invasione russa dell'Ucraina del 2022.
Esempi della nuova indipendenza dell'ESA sono la riuscita missione SMART-1, una sonda di test dotata di una nuova propulsione, la missione Mars Express e lo sviluppo del lanciatore Ariane 5.

## Stati membri e organizzazione

### Stati membri e collaborazioni strategiche
Stati membri ESA
     Stati Membri Associati
     Stati aderenti al PECS
     Stati firmatari di un Accordo di Cooperazione

Stati membri ESA
Stati Membri Associati
Stati aderenti al PECS
Stati firmatari di un Accordo di Cooperazione

L'ESA è formata dalle agenzie spaziali e da altre entità di ventidue stati, la tabella seguente elenca tutti gli Stati membri e i membri aggiunti, le loro agenzie nazionali e i loro contributi nel 2022:
| Stati membri              | Programma nazionale                  | Contributi (mil. di €) | % del totale |
| ------------------------- | ------------------------------------ | ---------------------- | ------------ |
| Francia                   | CNES                                 | 1,178.2                | 24.5         |
| Germania                  | DLR                                  | 1,017.5                | 21.1         |
| Italia                    | ASI                                  | 680.2                  | 14.1         |
| Regno Unito               | UKSA                                 | 437.9                  | 9.1          |
| Spagna                    | INTA (fino al 2023) AEE (dal 2023)   | 220.7                  | 4.6          |
| Belgio                    | BELSPO                               | 238.7                  | 5            |
| Svizzera                  | SSO                                  | 174.7                  | 3.6          |
| Paesi Bassi               | NSO                                  | 99.6                   | 2.1          |
| Svezia                    | SNSA                                 | 75                     | 1.6          |
| Austria                   | ARL                                  | 49.8                   | 1.0          |
| Norvegia                  | NSA                                  | 71.8                   | 1.5          |
| Danimarca                 | DTU Space                            | 33.8                   | 0.7          |
| Finlandia                 | Ministero dell'economia e del lavoro | 28.7                   | 0.6          |
| Irlanda                   | Enterprise Ireland                   | 22.9                   | 0.5          |
| Grecia                    | HSC                                  | 20                     | 0.4          |
| Portogallo                | PT Space                             | 25.2                   | 0.5          |
| Lussemburgo               | LSA                                  | 47.5                   | 1            |
| Rep. Ceca                 | Ministero dei trasporti              | 45.4                   | 0.9          |
| Romania                   | ROSA                                 | 39.4                   | 0.8          |
| Polonia                   | POLSA                                | 44.8                   | 0.9          |
| Estonia                   | EAS                                  | 2                      | 0            |
| Ungheria                  | MŰI                                  | 21.2                   | 0.4          |
| Altri                     | —                                    | 216                    | 4.5          |
| Stati associati           | Programma nazionale                  | Contributi (mil. di €) | % del totale |
| Canada                    | CSA                                  | 16.9                   | 0.4          |
| Slovacchia                | SSA                                  | 1.1                    | 0            |
| Lituania                  | LSO                                  | 3                      | 0.1          |
| Lettonia                  | LSO                                  | 1.1                    | 0            |
| Totale membri e associati | Programma nazionale                  | Contributi (mil. di €) | % del totale |
| Unione europea            | EUSPA                                | 2,030.6                | 28.4         |
| EUMETSAT                  | —                                    | 171.6                  | 2.4          |
| Altri ingressi            | —                                    | 350.35                 | 4.9          |
| Totale ESA                |                                      | 7150.0                 | 100%         |

Nei prossimi anni probabilmente si uniranno all'ESA altri paesi, specialmente quelli che hanno fatto parte dell'allargamento dell'Unione Europea del 2004. In aggiunta, l'ESA ha diversi accordi con paesi non membri.
- La Slovenia e la Lettonia hanno firmato un accordo per il Plan for European Cooperating State (PECS). Questo accordo serve a preparare i futuri membri all'inserimento effettivo e consente alle industrie di questi stati di competere per le commesse dell'ESA. Questi paesi possono partecipare a quasi tutti i programmi di ricerca tranne quelli che concernono il Basic Technology Research Programme (programma di ricerca tecnologica di base). La quota richiesta da questo accordo è significativamente inferiore a quella pagata da un membro effettivo.
- Sin dal 1º gennaio 1979, l'Agenzia Spaziale Canadese (CSA) ha uno speciale status di cooperazione con l'ESA. In virtù di questo accordo il CSA può prendere parte alle riunioni deliberative dell'ESA riguardanti i programmi, le attività e le aziende del Canada possono partecipare alle commesse dell'ESA. Questo accordo ha dimostrato di produrre un significativo ritorno industriale in Canada.
- ESA ha stretto un'alleanza con la Russia. (vedi oltre).
- Sin da quando la Cina decise di investire nell'esplorazione spaziale, l'Agenzia Spaziale Cinese ha cercato delle alleanze internazionali. L'ESA e la Agenzia Spaziale Russa sono tra i partner più importanti. Recentemente le due agenzie spaziali hanno collaborato per lo sviluppo della missione Double Star.

Attualmente l'ESA non fa parte dell'Unione europea (UE). Infatti non tutti i Paesi dell'Unione Europea fanno parte dell'ESA, mentre l'organizzazione contiene anche membri non appartenenti all'Unione Europea (Svizzera, Norvegia, Regno Unito). Le due organizzazioni hanno però molti contatti e spesso lavorano insieme per definire lo status giuridico dell'ESA nell'UE. L'ESA e UE hanno molti obiettivi in comune e l'ESA ha un ufficio di collegamento a Bruxelles. L'UE, in particolare, è interessata a mantenere un saldo controllo dello spazio in modo da consentire agli stati membri un accesso sicuro allo spazio, una risorsa vitale per le politiche economiche dell'UE e per il ruolo che UE vuole svolgere nel mondo. Inoltre l'UE finanzia l'ESA per il 20% del budget totale.

### Agenzie spaziali nazionali degne di nota
- Il Centre National d'Études Spatiales (CNES) (Centro nazionale per lo studio spaziale) è l'agenzia governativa francese (legalmente è una società pubblica a carattere industriale e commerciale). Il suo quartier generale è a Parigi.
- L'Agenzia Spaziale Italiana (ASI) venne fondata nel 1988 per promuovere, coordinare e condurre le attività spaziali in Italia. Opera in collaborazione con il Ministero dell'università e della ricerca scientifica e coopera in numerosi progetti con entità attive nella ricerca scientifica e nelle attività commerciali legate allo spazio. Internazionalmente l'ASI fornisce la delegazione italiana per l'Agenzia Spaziale Europea e le sue sussidiarie.
- Il Deutsches Zentrum für Luft- und Raumfahrt (DLR) (L'agenzia spaziale tedesca) è il centro di ricerca nazionale per l'aviazione e la ricerca spaziale per la Repubblica Federale Tedesca e gli altri membri dell'Associazione Helmholtz. Svolge complessi progetti di ricerca che includono collaborazioni nazionali e internazionali. In aggiunta, il centro si occupa delle attività concernenti il volo spaziale nella Germania e negli stati associati.
- Il British National Space Centre (BNSC Centro nazionale Britannico per lo spazio) era una collaborazione di vari dipartimenti del governo del Regno Unito che si occupano delle attività spaziali. Dal 1º aprile 2010 è stato sostituito dalla UK Space Agency (Agenzia Spaziale del Regno Unito).
- Il Instituto Nacional de Técnica Aeroespacial (INTA) (Centro nazionale spagnolo) L'Istituto Nazionale per la Tecnologia aerospaziale è un'organizzazione specializzata di ricerca in R & S pubblica Tecnologia aerospaziale della Spagna. Tra le altre funzioni, funge da piattaforma per la ricerca spaziale e agisce come un significativo test di installazione per l'aeronautica e il settore spaziale del paese.

## Obiettivi
Al momento della fondazione dell'ESA, gli stati membri attribuivano alla neonata agenzia spaziale il seguente compito:
(Definizione dei compiti dell'ESA pubblicata il 30 ottobre 1980)
A questo proposito l'Agenzia ha dovuto definire e mettere in atto una politica a lungo termine che permettesse all'Europa di diventare e rimanere competitiva nel settore della tecnologia spaziale. L'ESA porta avanti una politica di cooperazione con vari partner nei campi in cui l'unione delle risorse e la ripartizione del lavoro permettono di raggiungere migliori risultati nell'attuazione dei programmi.
L'ESA stabilisce il programma spaziale europeo che riguarda i campi della scienza, dell'osservazione della Terra, delle telecomunicazioni, delle tecnologie del segmento spaziale (comprese stazioni e piattaforme orbitanti, infrastrutture a terra e sistemi di trasporto spaziale), oltre che delle ricerche sulla microgravità. Il suo ruolo consiste anche nel coordinare il proprio lavoro con i programmi nazionali dei suoi stessi membri, nella prospettiva di un'integrazione progressiva dei programmi nazionali con quelli europei.
In ultimo l'ESA, che è sostanzialmente un ente di ricerca e sviluppo, ha anche un compito a livello industriale che consiste nel delineare e attuare una politica che permetta ai suoi programmi di raggiungere un giusto rapporto costo/efficienza, promuovendo la concorrenza e assicurando a ciascun stato membro, in base ai suoi investimenti, un equo ritorno finanziario e tecnologico.
Poiché la guerra fredda è terminata con il collasso dell'Unione Sovietica gli obiettivi delle agenzie spaziali si sono dovuti riorientare rispetto a quanto dichiarato al momento della creazione: durante un'intervista all'agenzia spaziale giapponese JAXA il direttore generale dell'ESA Jean-Jacques Dordain (in carica dal 2003 al 2015) ha brevemente descritto gli obiettivi principali dell'ESA:
(Jean-Jacques Dordain, direttore generale ESA dal 2003 al 2015)
Le linee di condotta dell'ESA vengono decise dal Consiglio ESA costituito dai rappresentanti degli stati membri. Ogni stato membro è rappresentato nel Consiglio e ha un voto, indipendentemente dal suo contributo finanziario. Il Consiglio è coadiuvato dalle Commissioni specializzate dei vari programmi (che si occupano della gestione di programmi specifici), oltre che da un Comitato Scientifico, un Comitato Amministrativo e Finanziario, uno per la Politica Industriale e uno per le Relazioni Internazionali. Il Consiglio elegge un Direttore generale ogni quattro anni, a cui risponde ogni settore dell'agenzia.

### La regola dell'equa contropartita e il ritorno industriale
Per realizzare i propri programmi, l'ESA spende la maggior parte dei suoi fondi in contratti assegnati alle industrie dei vari paesi membri. Tale politica permette a ciascun paese di ricevere come contropartita per gli investimenti effettuati un ritorno finanziario oltre che tecnologico. In tal modo, ogni euro che un dato paese membro versa nei fondi dell'Agenzia, dovrebbe rientrare interamente in quel paese sotto forma di contratto industriale. Le attività di ricerca e di sviluppo dell'ESA comportano dei vantaggi economici diretti e indiretti per le industrie europee.

## Programmi obbligatori e facoltativi
Le attività dell'ESA sono raggruppate in due categorie: i programmi "obbligatori" e quelli "facoltativi". I programmi svolti nell'ambito del budget generale e di quello del programma scientifico sono obbligatori e comprendono le attività di base dell'Agenzia (l'esame di progetti futuri, la ricerca tecnologica, gli investimenti tecnici comuni, i sistemi informativi, i programmi di formazione). Tutti i paesi membri contribuiscono a questi programmi proporzionalmente al loro reddito nazionale.
Gli altri programmi, detti "facoltativi", interessano solo alcuni dei paesi membri che sono liberi di stabilire il loro livello di partecipazione. I programmi facoltativi riguardano settori come l'osservazione della Terra, le telecomunicazioni, il trasporto spaziale e il volo spaziale con equipaggio umano. Anche i progetti della stazione e delle piattaforme spaziali, così come le ricerche in microgravità, sono finanziati nell'ambito dei programmi facoltativi.

## Budget

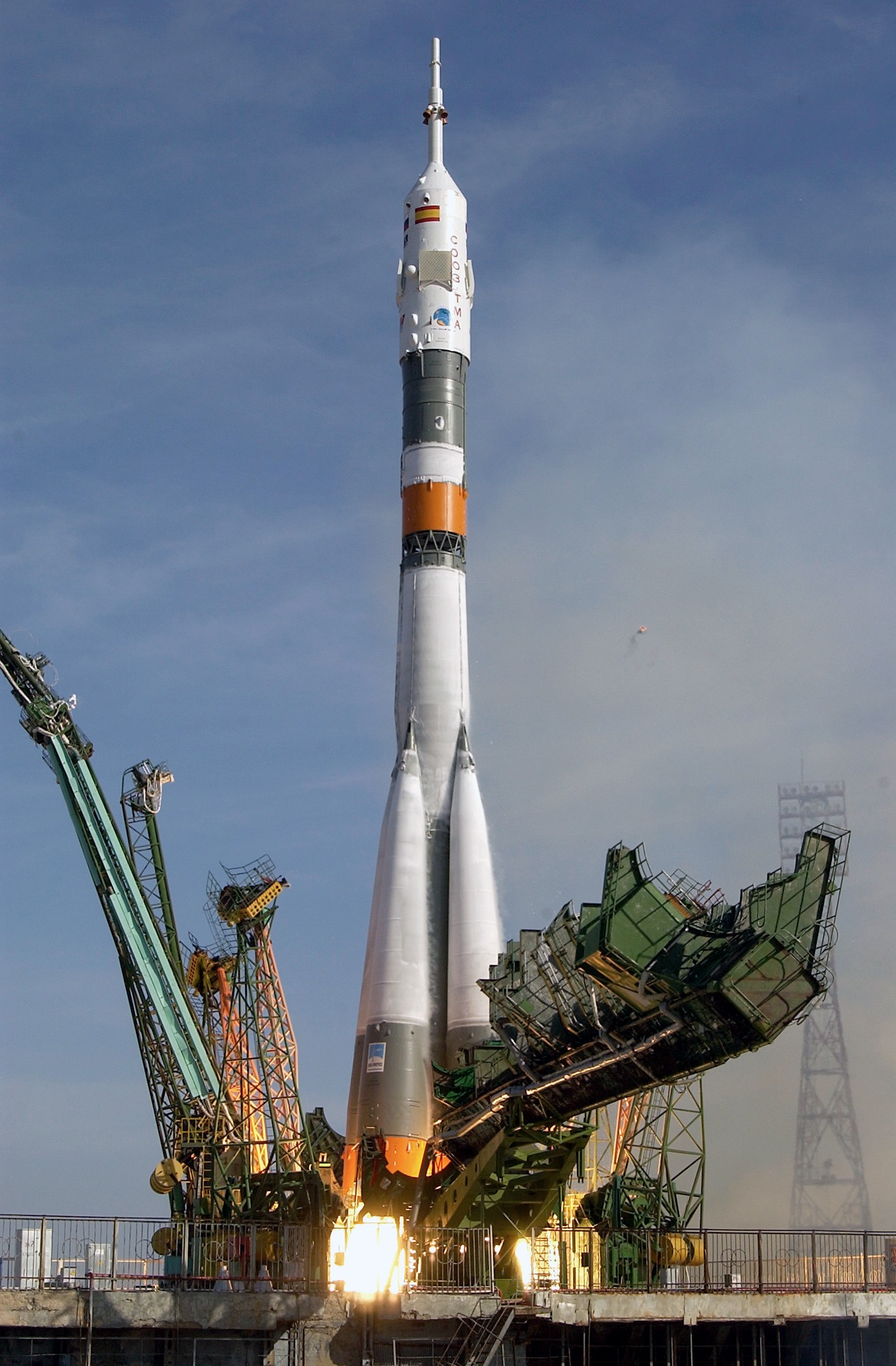
Il lanciatore russo Sojuz che viene lanciato dallo spazioporto dell'ESA dal 2011

Il budget dell'ESA per il 2022 è di 7,15 miliardi di euro, e i tre principali finanziatori ESA la Francia (24,5%), la Germania (21,1%) e l'Italia (14,1%).
In comparazione con il budget della NASA del 2021 che è di 23,2 miliardi di dollari (23 miliardi di euro circa al cambio attuale euro/dollaro) il budget dell'ESA può sembrare ridotto, e lo è per molti aspetti. Tuttavia, bisogna tenere conto di alcuni fattori che contribuiscono a ridurre la differenza:
1. A differenza degli USA, in Europa ogni nazione mantiene una propria agenzia spaziale nazionale (vedi oltre). Alcune agenzie nazionali hanno considerevoli budget che utilizzano per ricerche scientifiche e progetti congiunti con l'ESA. Per esempio, tra le agenzie più grandi troviamo la tedesca DLR con un budget di 1,26 miliardi di euro (2020)[27], la francese CNES con 2,56 miliardi di euro nel 2022[28] e l'italiana ASI con un budget di 1,1 miliardi nel 2020[29]. Contando tutte le agenzie nazionali l'importo dedicato all'esplorazione spaziale dell'Europa aumenta notevolmente, portandosi intorno ai 12 miliardi di euro all'anno.
2. Mentre negli ultimi anni molti fondi dedicati alla ricerca della NASA sono stati tagliati per finanziare il veicolo spaziale Orion e per finanziare lo Space Shuttle, nello stesso periodo l'ESA ha incrementato i fondi a disposizione della ricerca.
3. Dopo la corsa allo spazio degli anni sessanta e settanta la NASA ha mantenuto un'enorme burocrazia interna per la gestione dei progetti odierni e del budget NASA. L'ESA, non essendo mai stata coinvolta nella corsa allo spazio o in ricerche su vasta scala, non ha mai dovuto approntare una burocrazia altrettanto complessa: la struttura interna dell'agenzia ha un livello di efficienza probabilmente superiore a quello della NASA e per certi aspetti comparabile a quello di una società privata.

Dopo la NASA, l'agenzia spaziale con il bilancio più ampio è l'Agenzia Spaziale Cinese che nel 2020 dispone di un budget di 8,9 miliardi di dollari, seguita dall'ESA con 7,15 miliardi di euro per il 2022 e l'agenzia spaziale russa ha un budget di 154 miliardi di rubli nel 2021 (circa 2,53 miliardi di euro). Infine la giapponese JAXA ha a disposizione 212,4 miliardi di yen nel 2021 (circa 1,48 miliardi di euro).

## Lanciatori ESA

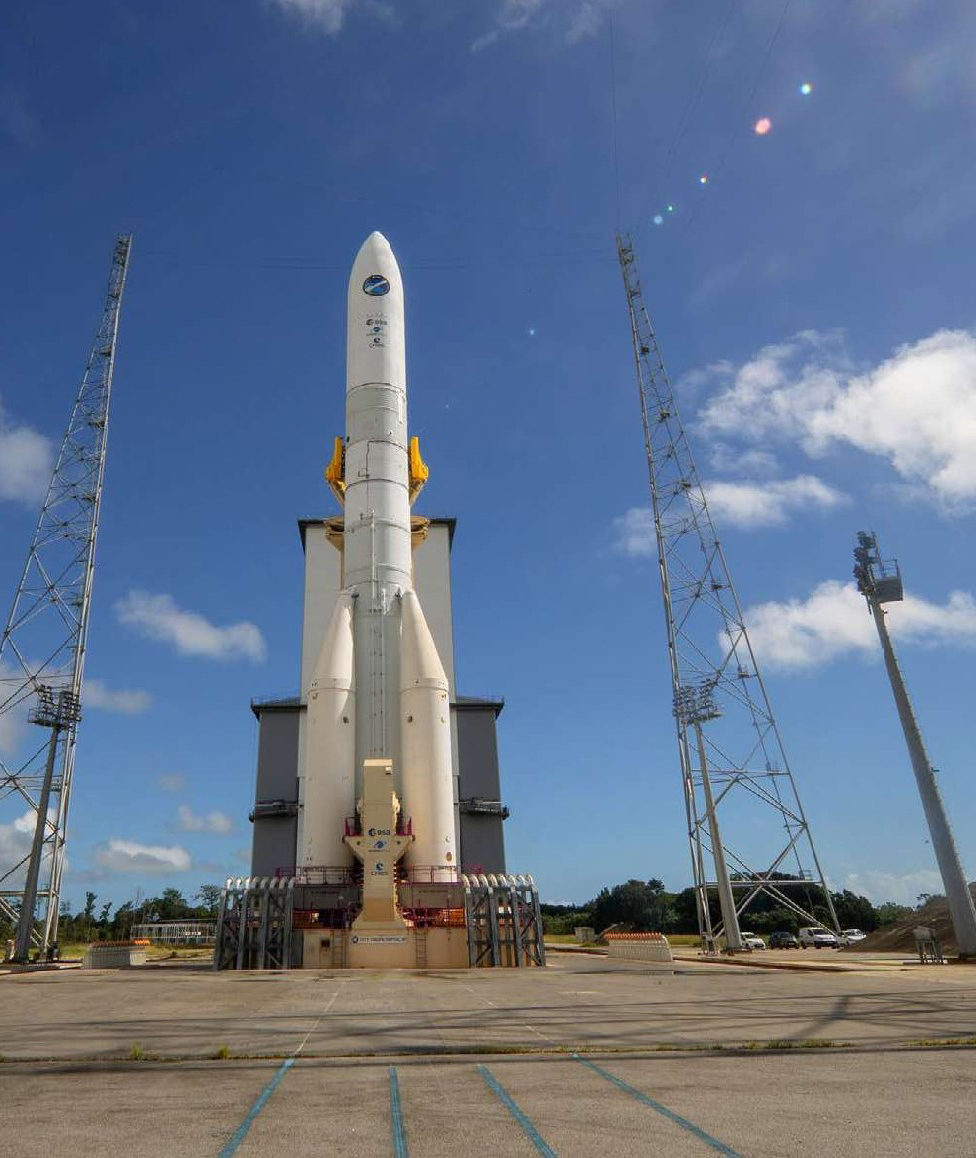
L'Ariane 6 presso lo spazioporto europeo nel 2024

L'ESA ha fatto grandi progressi nel proprio piano per avere a disposizione una flotta completa di lanciatori per coprire ogni esigenza del mercato. La flotta ESA è composta dal lanciatore Ariane 6 e dal lanciatore Vega. Il lancio dei razzi è gestito dall'Arianespace, una società controllata dall'ESA e dal CNES (una quota minore è gestita dall'EADS) che utilizza il Centro Spaziale Guianese ESA nella Guyana francese come base di lancio. Dato che molti satelliti hanno un'orbita equatoriale il lancio da una zona equatoriale facilita i lanciatori e permette di trasportare un carico utile superiore a quello trasportato da un razzo lanciato da una base nordica.

### Ariane 6
L'Ariane 6 è un lanciatore pesante che ha sostituito l'Ariane 5. Rispetto al predecessore ha una maggiore flessibilità, potendo essere configurato in due versioni. La versione Ariane 62 (A62), dotato di 2 booster, può trasportare 4500 kg in orbita GTO e 10350 kg in orbita LEO. La versione Ariane 64 (A64) possiede 4 booster, e può trasportare 11500 kg e 21500 kg rispettivamente in orbita GTO e LEO. Il primo stadio è spinto dal propulsore Vulcain 2.1, una versione aggiornata del Vulcain impiegato nell'Ariane 5 e il secondo stadio dal Vinci, il primo propulsore europeo che può essere riavviato più volte in orbita. Entrambi sono alimentati da idrogeno ed ossigeno liquidi. Dopo numerosi slittamenti, il primo lancio è avvenuto a luglio 2024.

### Vega
Vega è il piccolo lanciatore ESA (1,5 tonnellate a un'orbita di 700 chilometri). Il primo lancio avvenne il 13 febbraio 2012. Il membro leader del progetto Vega è l'Italia che contribuisce per il 65% dei costi. Vega è un lanciatore progettato per avere un corpo principale a tre stadi a propulsione solida con una propulsione liquida addizionale per il posizionamento nell'orbita. È una caratteristica notevole la possibilità di posizionare più carichi utili contemporaneamente per un lanciatore a basso tonnellaggio. Il Vega originale ha effettuato l'ultimo lancio il 5 settembre 2024 ed è stato sostituito dalla sua evoluzione, il Vega C (Vega Consolidation), già in uso dal 2022. Il Vega C impiega per il primo stadio il propulsore a propellente solido P120C, utilizzato anche per i razzi ausiliari dell'Ariane 6.

### Lanciatori precedenti

Ariane 5 lancia la sonda Rosetta nel marzo 2004. (Foto: ESA)

#### Ariane 5
L'Ariane 5 era il lanciatore primario, in grado di trasportare un carico massimo utile di 6-10 tonnellate per un'orbita GTO e di 21 tonnellate per un'orbita LEO. Il lanciatore entrò in servizio fin dal 1997 ed ha rimpiazzato l'Ariane 4. Tra le varie versioni, quella in grado di lanciare il massimo carico utile era l'Ariane 5 ECA che effettuò il suo primo test positivo nel febbraio del 2004 dopo aver fallito il precedente test nel 2002. 

#### Lanciatore Sojuz
Il Sojuz è un lanciatore medio di fabbricazione russa (3 tonnellate per l'orbita geostazionaria) che entrò in servizio per l'ESA a partire dal 2011; l'ESA investì 340 milioni di euro in una joint venture con la Agenzia Spaziale Russa per poter utilizzare il lanciatore russo. Con l'accordo, l'ESA si è avvantaggiata nell'utilizzo di un lanciatore in grado di trasportare esseri umani nello spazio tramite la navetta Sojuz, mentre la Russia ha ottenuto il vantaggio di poter lanciare da Kourou invece che dal suo storico sito di Baikonur. L'utilizzo di un sito così vicino all'equatore consente di raddoppiare il carico utile (3 tonnellate invece di 1,7). Con l'invasione russa dell'Ucraina del 2022, la cooperazione tra Roscosmos ed ESA è terminata e la Russia ha ritirato il proprio personale dallo spazioporto ESA nella Guyana francese.

## Voli spaziali umani

### Storia
Quando fu creata l'ESA gli obiettivi primari non comprendevano l'esplorazione umana dello spazio; venivano considerate primarie le ricerche scientifiche svolte con sonde automatiche a differenza delle controparti americane e sovietiche. Quindi, non deve sorprendere che il primo astronauta europeo non russo non sia stato un astronauta ESA su una navetta ESA. Il primo astronauta europeo fu il cecoslovacco Vladimír Remek che nel 1978 salì a bordo della navicella sovietica Sojuz, seguito dall'astronauta della Germania dell'est Sigmund Jähn, che viaggiò nello stesso anno. Il programma di cooperazione sovietico si chiamava Intercosmos ed ha principalmente coinvolto i paesi del patto di Varsavia, anche se nel 1982 il francese Jean-Loup Chrétien, primo astronauta dell'Europa occidentale, volò a bordo della stazione spaziale Sovietica Salyut 7.
Dato che Chrétien non era ufficialmente un astronauta ESA (pur essendo un astronauta del CNES), il primo astronauta ESA che volò nello spazio è considerato il tedesco Ulf Merbold. Merbold partecipò alla missione dello Space Shuttle STS-9, la prima ad utilizzare l'europeo Spacelab, che avvenne nel 1983. STS-9 segnò l'inizio di una proficua collaborazione tra NASA ed ESA che incluse decine di voli spaziali a bordo dello Space Shuttle. Durante le missioni l'ESA pagava alla NASA il viaggio sullo Shuttle; negli anni successivi la cooperazione si estese all'Unione Sovietica con numerose missioni a bordo della Mir.
Durante la fine degli anni ottanta, i voli con astronauti europei iniziarono a diventare la norma e, quindi, si decise di costituire nel 1990 l'European Astronaut Centre a Colonia in Germania. In questo centro gli astronauti europei vengono selezionati e addestrati per i voli spaziali, con particolare riguardo per i voli a bordo della Stazione spaziale internazionale. Nel 2005 il corpo di astronauti ESA è formato da 18 membri provenienti da ogni paese membro ad eccezione del Regno Unito.

### Astronauti ESA
Gli astronauti ESA attivi sono:
- Samantha Cristoforetti
- Alexander Gerst
- Andreas Mogensen
- Luca Parmitano
- Thomas Pesquet
- Matthias Maurer
- Marcus Wandt

Gli astronauti di riserva sono:
- / Meganne Christian
- Anthea Comellini
- Sara García Alonso
- John McFall
- Andrea Patassa
- Carmen Possnig
- Arnauld Prost
- Amelie Schoenenwald
- Aleš Svoboda
- Nicola Winter

Quella che segue è la lista degli astronauti dell'ESA che hanno visitato la ISS:
- Umberto Guidoni (STS-100)
- Claudie Haigneré (Sojuz TM-33)
- Roberto Vittori (Sojuz TM-33, Sojuz TM-34, Sojuz TMA-5, Soyuz TMA-6, STS-134)
- Frank De Winne (Sojuz TM-34, Sojuz TMA-1, Sojuz TMA-15)
- Philippe Perrin (STS-111)
- Pedro Duque (Sojuz TMA-2, Sojuz TMA-3)
- André Kuipers (Sojuz TMA-4, Sojuz TMA-3, Sojuz TMA-03M)
- Thomas Reiter (STS-121)
- Christer Fuglesang (STS-116, STS-128)
- Paolo Nespoli (STS-120, Sojuz TMA-20, Sojuz MS-05)
- Hans Schlegel (STS-122)
- Léopold Eyharts (STS-122, STS-123)
- Luca Parmitano (Sojuz TMA-09M, Sojuz MS-13)
- Alexander Gerst (Sojuz TMA-13M, Sojuz MS-09)
- Samantha Cristoforetti (Sojuz TMA-15M, SpaceX Crew-4)
- Andreas Mogensen (Sojz TMA-16M, Sojuz TMA-18M, SpaceX Crew-7)
- Timothy Peake (Sojuz TMA-19M)
- Thomas Pesquet (Sojuz MS-03, SpaceX Crew-2)
- Matthias Maurer (SpaceX Crew-3)
- Marcus Wandt (Axiom Mission 3)

### I veicoli ESA per il volo umano
Negli anni ottanta la Francia insistette per la realizzazione di un veicolo europeo in grado di trasportare esseri umani. Nel 1985 si è deciso di realizzare un veicolo riutilizzabile e nel 1987 si è avviato il progetto del mini shuttle Hermes. L'aeromobile era simile alla prima proposta dello Space Shuttle ed era formato da un piccolo veicolo riusabile in grado di trasportare tra i 3 e i 5 astronauti e tra le 3 e le 4 tonnellate di carico utile per esperimenti scientifici. Con un peso totale massimo di 21 tonnellate si sviluppò in parallelo il progetto del razzo Ariane 5. Si era pianificato che Hermes potesse effettuare solo voli in orbita bassa (LEO). La fase di presviluppo venne completata nel 1991, ma la fase di produzione non venne mai terminata. A seguito dei mutati atteggiamenti politici dell'ex Unione Sovietica l'ESA strinse un accordo con la Russia per lo sviluppo di un velivolo di nuova generazione per il trasporto umano. Quindi, il progetto Hermes venne cancellato nel 1995, dopo un investimento di 3 miliardi di dollari.
Nel XXI secolo l'ESA avviò nuovi programmi per la realizzazione di veicoli spaziali per il trasporto di esseri umani. Interessante era il progetto Hopper di cui esiste un prototipo prodotto dall'EADS, il Phoenix che è già stato testato. Mentre rogetti come Hopper non potevano essere realizzati nei decenni successivi, sono emerse altre possibilità per il volo spaziale umano in collaborazione con l'Agenzia spaziale russa. Nel giugno 2005 venne stata annunciata una cooperazione tra l'ESA e Roscosmos per lavorare congiuntamente sul Kliper di progettazione russa, un veicolo spaziale riutilizzabile che sarebbe disponibile per viaggi oltre l'orbita LEO (ad esempio verso la Luna o anche Marte). Si ipotizzava che l'Europa ne avrebbe finanziato una parte, doveva essere approvato nel dicembre 2005, ma alla fine gli stati membri dell'ESA non l'approvarono e anche il concorso statale russo per il progetto nel 2006 venne annullato.
Nel giugno 2006, gli stati membri dell'ESA hanno concesso 15 milioni per uno studio di due anni per il Crew Space Transportation System (CSTS), per progettare un veicolo spaziale in grado di andare oltre l'orbita terrestre bassa basato sull'attuale progetto Soyuz. Questo progetto è stato perseguito con Roskosmos in sostituzione della proposta Kliper annullata. Una decisione sull'effettiva implementazione e costruzione del veicolo spaziale CSTS era prevista per il 2008. A metà del 2009 EADS Astrium si è aggiudicata uno studio da 21 milioni di euro per la progettazione di un veicolo per l'equipaggio basato sull'Automated Transfer Vehicle (ATV), veicolo di rifornimento per la stazione spaziale internazionale lanciato la prima volta nel 2008.
Nel 2011 l'ESA aderì al programma Orion della NASA. Nel 2012 venne annunciato che l'ATV dell'ESA avrebbe costituito la base di un modulo di servizio per Orion, l'European Service Module, e che sarebbe stato lanciato con la missione Artemis 1 tramite uno Space Launch System. Negli anni successivi sono stati siglati accordi tra Airbus ed ESA per la produzione di sei moduli di servizio da impiegare nelle diverse missioni del programma Artemis.

## Progetti ESA

### Progetti in corso

#### Stazione Spaziale Internazionale
Per quanto riguarda l'ISS, l'ESA non rappresenta tutti gli stati membri: 5 dei 16 stati hanno deciso di non partecipare alla costruzione per mancanza di interesse al progetto. L'ESA si occupa di parte della costruzione e manutenzione dell'ISS con moduli come Columbus, il modulo contenente il laboratorio scientifico, installato nel febbraio 2008 durante la missione STS-122 della NASA, e il modulo di osservazione Cupola che è stato completato nel giugno 2005 da Alenia Spazio per conto dell'ESA e installato nel febbraio 2010 con la missione STS-130. Attualmente si stima che l'ISS costerà circa 100 miliardi di euro tra la costruzione e il mantenimento in orbita. Di questa cifra si stima che ESA contribuirà con circa 8 miliardi di euro. Più del 90% dei contributi per l'ISS verranno dalla Germania (41%), Francia (28%) e Italia (20%). L'astronauta tedesco Thomas Reiter è stato il primo membro dell'ESA di un equipaggio a lunga permanenza dell'ISS, la sua missione è iniziata il 6 luglio 2006 portato a bordo dalla missione STS-121 dello Shuttle.
L'ESA ha contribuito inoltre al rifornimento della Stazione Spaziale Internazionale con la propria navetta da carico appositamente progettata e costruita ATV, cioè Automated Transfer vehicle dal 2008 al 2015.

#### Cosmic Vision

Il satellite ESA Artemis effettua una comunicazione laser con lo SPOT4 (Francia). (Foto: ESA)

Cosmic Vision è l'attuale un programma di missioni scientifiche a lungo termine dell'Agenzia Spaziale Europea (ESA) nell'ambito dell'esplorazione spaziale e delle scienze dello spazio che si sviluppa tra gli anni 2015 e 2025, ed è successore del programma Horizon 2000. Le missioni sono:
- JUICE (JUpiter ICy moon Explorer), sonda per lo studio di Giove e delle lune galileiane Europa, Ganimede e Callisto. Il lancio è stato effettuato nell'aprile 2023[40].
- ATHENA (Advanced Telescope for High Energy Astrophysics), telescopio spaziale per raggi X, successore del telescopio XMM-Newton. Il lancio è previsto nel 2035.[41]
- LISA (Laser Interferometer Space Antenna), osservatorio spaziale dedicato al rilevamento delle onde gravitazionali. Il lancio è previsto nel 2037.[42]
- Solar Orbiter, sonda per l'osservazione del Sole, lanciata nel febbraio 2020.
- Euclid, telescopio spaziale nel visibile e nell'infrarosso, specializzato nello studio della materia oscura e dell'energia oscura. Il lancio è avvenuto a luglio 2023.[43]
- PLATO (PLAnetary Transits and Oscillations of stars), telescopio spaziale per la scoperta di esopianeti tramite l'osservazione dei transiti planetari. Il lancio è previsto nel 2026.[44]
- ARIEL (Atmospheric Remote-Sensing Infrared Exoplanet Large-survey), telescopio spaziale per lo studio delle atmosfere degli esopianeti. Il lancio è previsto per il 2029.[45]
- CHEOPS (CHaracterising ExOPlanets Satellite), telescopio spaziale dedicato allo studio degli esopianeti noti. Lanciato nel dicembre 2019.
- SMILE (Solar wind Magnetosphere Ionosphere Link Explorer), satellite per lo studio dell'interazione tra la magnetosfera terrestre e il vento spaziale. In collaborazione con l'Accademia cinese delle scienze, il lancio è previsto nel 2025.[46]
- Comet Interceptor, sonda per l'esplorazione di una cometa. In collaborazione con l'Agenzia spaziale giapponese, il lancio è previsto nel 2029.[47]

#### Programma Copernicus
Copernicus è un programma di osservazione del pianeta Terra, con lo scopo di utilizzare la grande quantità dei dati provenienti da satelliti e da sistemi di misurazione terrestri per ottenere un'osservazione globale, continua, autonoma e di alta qualità, per comprendere e mitigare gli effetti dei cambiamenti climatici e fornire accesso alle informazioni in modo autonomo e indipendente alle autorità pubbliche e alle organizzazioni internazionali per proteggere e migliorare la qualità della vita dei cittadini europei.

#### Programma Living Planet
Living Planet è un programma satellitare di osservazione del pianeta Terra. Le missioni operative sono:
- GOCE (Gravity Field and Steady-State Ocean Circulation Explorer), un satellite lanciato il 17 marzo 2009 per analizzare la variazioni del campo gravitazionale terrestre. La missione è terminata l'11 novembre 2013.
- SMOS (Soil Moisture and Ocean Salinity satellite), un satellite lanciato il 2 novembre 2009 per l'analisi della salinità degli oceani e dell'umidità del suolo.
- CryoSat, un satellite per monitorare i cambiamenti alla criosfera terrestre. Poiché il lancio è fallito l'8 ottobre 2005, è stato successivamente sviluppato un satellite gemello e lanciato con successo l'8 aprile 2010.
- Swarm, un progetto costituito da tre satelliti, lanciati a novembre 2013, per la mappatura del campo magnetico terrestre.
- Aeolus (Atmospheric Dynamics Mission Aeolus), un satellite lanciato il 22 agosto 2018, per l'osservazione dei profili di velocità dei venti a livello globale.
- EarthCARE (Earth Clouds Aerosols and Radiation Explorer), un satellite per l'osservazione e la caratterizzazione delle nuvole e degli aerosol. In collaborazione con l'Agenzia spaziale giapponese, il lancio è stato effettuato a maggio 2024.[48]
- Biomass, un satellite per lo studio della biomassa globale delle foreste. Il lancio è avvenuto il 29 aprile 2025.[49]

Le missioni future sono:
- FLEX (FLuorescence EXplorer), un satellite per monitorare la fluorescenza clorofilliana a livello globale nella vegetazione. Il lancio è previsto nel 2026.[50]
- FORUM (Far-infrared Outgoing Radiation Understanding and Monitoring), un satellite per la misurazione della radiazione a onde lunghe del bilancio energetico Sole-Terra. Il lancio è previsto nel 2027.[51]
- Harmony (precedentemente noto con il nome di Stereoid), una coppia di satelliti con radar ad apertura sintetica per quantificare i processi che regolano lo scambio di quantità di moto, calore e umidità tra la superficie dell'oceano e l'aria sovrastante, la dinamica delle calotte polari e misurare i piccoli cambiamenti nella forma della superficie terrestre, come quelli relativi a terremoti e attività vulcaniche. Il lancio è previsto nel 2029.[52]

#### European Geostationary Navigation Overlay Service
EGNOS è un sistema costituito da una rete di satelliti e basi terrestri, per incrementare l'accuratezza e l'integrità dei dati del sistema GPS per applicazioni critiche come l'aeronavigazione o la navigazione attraverso strette zone di mare.

### Progetti futuri

#### Voyage 2050
Il prossimo programma di esplorazione spaziale europeo è chiamato Voyage 2050 e conterrà missioni che si svolgeranno nel periodo 2035-2050. Il programma prevede lo sviluppo di tre missioni principali (dette anche large class mission) e sei o sette missioni medie (dette anche medium class mission). Attualmente dall'elenco delle proposte non sono state selezionate missioni.
Nel giugno 2021 sono stati scelti i temi delle grandi missioni di Voyage 2050. Il primo, ad argomento planetario, dovrebbe essere un seguito della missione JUICE, con lo scopo di studiare le lune ghiacciate del sistema solare esterno con strumenti all'avanguardia e possibilmente con dei lander o dei droni. Il secondo grande tema del progetto sarà perfezionare la conoscenza degli esopianeti temperati nella Via Lattea, caratterizzandone l'atmosfera. Il terzo tema suggerito riguarda missioni per la comprensione dell'universo e delle sue strutture cosmiche nelle prime fasi della sua vita, con strumenti più sofisticati rispetto a Planck Surveyor e anche della missione prevista per gli anni 2030 di LISA.

### Progetti precedenti

#### Programma Horizon 2000
Horizon 2000 era un programma scientifico europeo a lungo termine, ideato nel 1984, con i seguenti scopi:
- contribuire all'avanzamento della conoscenza scientifica fondamentale
- portare l'Europa ad essere uno dei soggetti principali a livello mondiale nello sviluppo delle scienze spaziali
- offrire una distribuzione bilanciata di opportunità di ricerca alla comunità scientifica europea
- fornire un forte stimolo tecnologico per lo sviluppo di tecnologie industriali innovative

Il programma comprendeva le seguenti missioni:
- SOHO (Solar and Heliospheric Observatory), una missione in collaborazione con NASA per l'osservazione del Sole e del tempo meteorologico spaziale. La sonda è stata lanciata nel dicembre 1995.
- Cluster, una costellazione di quattro satelliti per lo studio della magnetosfera, il cui lancio è fallito nel giugno 1996.
  - Cluster II, satelliti sostitutivi, lanciati a luglio e agosto 2000.
- XMM-Newton, un telescopio spaziale per raggi X, lanciato a dicembre 1999.
- Rosetta, missione per lo studio della cometa 67P/Churyumov-Gerasimenko, lanciata nel 2004. La missione è terminata nel 2016.
- Herschel Space Observatory, un telescopio spaziale all'infrarosso lanciato a maggio 2009. La missione è terminata nel 2013.
- Huygens, lander per l'osservazione di Titano, lanciato ad ottobre 1997 assieme alla sonda Cassini per l'esplorazione di Saturno. La missione si è conclusa nel 2005.
- INTEGRAL (INTErnational Gamma-Ray Astrophysics Laboratory), un telescopio spaziale per raggi gamma, lanciato ad ottobre 2002.
- Planck Surveyor, un telescopio spaziale per la mappatura della radiazione cosmica di fondo, lanciato a maggio 2009. La missione si è conclusa nel 2013.

Horizon 2000 Plus era una estensione del programma "Horizon 2000" creata a metà degli anni '90. Comprendeva le tre missioni seguenti:
- Gaia, un osservatorio spaziale lanciato nel dicembre 2013, per la misurazione astrometrica ad alta precisione delle posizioni e delle distanze di oltre un miliardo di oggetti (stelle, pianeti, comete, asteroidi).
- LISA Pathfinder, un dimostratore tecnologico per l'osservazione delle onde gravitazionali, e precursore della missione LISA. Lanciato nel dicembre 2015, la missione si è conclusa a giugno 2017.
- BepiColombo, sonda per l'osservazione di Mercurio. In collaborazione con l'Agenzia spaziale giapponese, il lancio è avvenuto ad ottobre 2018.

#### Programma Aurora
Il Programma Aurora era programma di esplorazione spaziale basato su sonde automatiche e esplorazione umana del Sistema solare e in particolare del pianeta Marte, avviato nel 2001. Le missioni principali del programma sarebbero dovute essere:
- nel 2007, un dimostratore tecnologico per l'ingresso atmosferico.
- nel 2009, una missione comprendente un rover per l'esplorazione di Marte e la ricerca di tracce di vita passata o presente.
- tra il 2011 e il 2014, una missione per l'invio sulla Terra di campioni di roccia raccolti su Marte.
- nel 2024 una missione con equipaggio sulla Luna per dimostrare le tecnologie di supporto vitale, di utilizzo in situ delle risorse e delle tecnologie relative all'habitat.
- nel 2026 una missione senza equipaggio di prova per lo sbarco su Marte.
- tra il 2030 e il 2033 una missione con equipaggio su Marte.

Dopo la cancellazione del programma Aurora, sono rimaste attive le seguenti missioni:
- la missione Exomars (prima parte), con l'invio di un orbiter (Trace Gas Orbiter) e un dimostratore tecnologico (Schiaparelli EDM) di lander su Marte, in collaborazione con Roscosmos. La seconda parte della missione comprende un rover per l'esplorazione di Marte (rover Rosalind Franklin).
- la missione Mars Sample Return, per l'invio di campioni di roccia marziani.

#### Programma Space Situational Awareness
Lo Space Situational Awareness (SSA) era un programma per il supporto dell'accesso indipendente allo spazio dell'Europa attraverso la raccolta di informazioni sull'ambiente spaziale, in particolari sui rischi che coinvolgono sia gli oggetti in orbita terrestre che l'infrastruttura a terra. Era suddiviso in tre parti:
- monitoraggio del tempo meteorologico spaziale, in particolare dell'attività solare, del vento solare e della magnetosfera, ionosfera e termosfera terrestre che possono influenzare le infrastrutture terrestri e spaziali o rappresentare un rischio per la salute.
- monitoraggio degli oggetti Near-Earth come asteroidi e comete che possono rappresentare un pericolo di impatto.
- sorveglianza e tracciamento di satelliti inattivi e detriti spaziali.

## Centri di ricerca e sedi

### Sedi centrali
Le funzioni amministrative sono ospitate nella sede Mario Nikis situata nel 15º arrondissement di Parigi, tra cui l'ufficio del Direttore Generale e di alcuni Direttori dei programmi spaziali. Il dipartimento delle comunicazioni e il direttorato del trasporto spaziale sono ospitate nella sede Daumesnil che si trova nel 12º arrondissement. 
Il Consiglio dell'ESA è responsabile della redazione del programma spaziale europeo e del finanziamento a lungo termine delle attività dell'agenzia spaziale. Ogni Stato membro possiede un voto nel consiglio ed è rappresentato da un delegato nominato dal ministero responsabile delle attività spaziali della relativa Nazione. I delegati si riuniscono ogni tre mesi e i ministri ogni due o tre anni. 
Il dipartimento delle comunicazioni è responsabile per la pubblicazione delle news relative alle attività ESA, e per la gestione di principali eventi mediatici e le conferenze stampa.
Le funzioni amministrative comprendono l'ufficio per gli audit interni, l'ufficio legale e il centro europeo per il diritto spaziale (European Centre for Space Law - ECSL)

### ESTEC
Il Centro europeo per la ricerca e la tecnologia spaziale (European Space Research and Technology Centre - ESTEC) è situato a Noordwijk, nei Paesi Bassi. È il cuore tecnico dell'agenzia spaziale europea, e si occupa dell'ideazione e dello sviluppo della maggior parte dei progetti. In particolare:
- sviluppa e gestisce le missioni scientifiche, esplorative, delle telecomunicazioni, dei voli con equipaggio, della navigazione satellitare e dell'osservazione terrestre.
- fornisce le competenze manageriali e tecniche, assieme alle strutture necessarie per gestire lo sviluppo dei sistemi e delle tecnologie spaziali.
- fornisce un centro per i test ambientali per i veicoli spaziali, assieme a laboratori specializzati in ingegneria dei sistemi, componenti e materiali, in contatto con una rete di altre strutture e laboratori.
- supporta l'industria spaziale europea a stretto contatto con altre organizzazioni come università, istituti di ricerca e agenzie spaziali nazionali degli stati membri e coopera con le altre agenzie spaziali.

### ESOC
Il Centro europeo per le operazioni spaziali (European Space Operations Centre - ESOC) si trova a Darmstadt, in Germania. Come centro europeo di eccellenza per le missioni satellitari, ospita i team ingegneristici che controllano i veicoli in orbita, il loro lancio e le traiettorie. Nel centro si progettano e costruiscono i sistemi a terra di supporto alle missioni. 
Le operazioni di volo gestiscono i contatti con le missioni in orbita terrestre, nei punti di Lagrange del sistema Sole-Terra o nel Sistema Solare, pianificano e selezionano le orbite, le traiettorie e le finestre di lancio, mentre esperti in dinamiche di volo calcolano le posizioni in tempo reale, la velocità e l'assetto dei satelliti. 
L'ESOC gestisce il network di stazioni del sistema ESTRACK, che traccia e supporta anche i veicoli spaziali della NASA e di altre agenzie spaziali.

### ESRIN
Il Centro europeo per l'osservazione della Terra (European Space Research Institute - ESRIN) si trova a Frascati, ed è il centro di eccellenza ESA per le missioni di osservazione terrestre. Oltre alla gestione delle missioni satellitari, costituisce la fonte primaria per l'acquisizione, la distribuzione e l'analisi dei dati raccolti, anche da satelliti di altre nazioni. 
Nel centro ESRIN è stato sviluppato il lanciatore Vega nel 2012. La sua evoluzione, il Vega C, ha compiuto il suo volo inaugurale a luglio 2022. Anche lo Space Rider è in fase di progettazione e sviluppo. Totalmente integrato con il nuovo lanciatore Vega C, lo Space Rider è il primo sistema di trasporto spaziale europeo completamente riutilizzabile per l'accesso e il rientro dall'orbita terrestre bassa.
ESRIN progetta e sviluppa tutto il software ESA, oltre ai sistemi di sicurezza per proteggere i programmi spaziali classificati. 
Il centro ospita il Centro di Coordinamento per gli oggetti Near-Earth (Near-Earth Object Coordination Centre - NEOCC), parte dell'Ufficio di difesa planetaria dell'ESA (Planetary Defence Office). Il NEOCC fa parte di un network di stazioni per l'acquisizione di dati sugli oggetti Near-Earth. Inoltre qui è presente il Φ-lab (Phi-lab), il laboratorio di innovazione dell'ESA per l'osservazione della Terra. Infine è anche presente il Centro europeo per il registro spaziale (European Centre for Space Records - ECSR), dove sono raccolti i dati dai progetti ESA completati assieme ad archivi delle informazioni raccolte dalle missioni.

### EAC
Il Centro europeo per gli astronauti (European Astronaut Centre - EAC) è situato a Colonia, in Germania, ed è il centro di eccellenza per l'addestramento degli astronauti. Fondato nel 1990, è la sede dell'ESA Astronaut Corps, si occupa della salute degli astronauti in tutte le fasi delle missioni attraverso un centro di medicina spaziale. All'EAC si addestra anche il personale di terra, si gestiscono le comunicazioni con i membri delle Expedition e si fornisce supporto per l'utilizzo dell'hardware a bordo della Stazione Spaziale.

### ESAC
Il Centro europeo per l'astronomia spaziale (European Space Astronomy Centre - ESAC) ha sede a Villanueva de la Cañada, in Spagna, ed è il centro delle operazioni spaziali. Gestisce le missioni planetarie e i telescopi spaziali, raccogliendo e conservando tutti i dati scientifici.

### ESEC
Il Centro europeo per la sicurezza spaziale e l'istruzione (European Space Security and Education Centre - ESEC) si trova a Redu, in Belgio ed è un centro di eccellenza per la cybersicurezza. Ospita la sede del centro di controllo della missione PROBA, il centro per la meteorologia spaziale, un centro per il programma educativo ESA, e la stazione di terra di Redu appartenente al network ESTRACK. Il sito possiede 43 antenne in varie bande di comunicazione (S, Ku, Ka, L, C), tra cui l'antenna da 20 m per Galileo In-Orbit Test (IOT) in banda L e l'antenna ESTRACK da 15 m in banda S. Dal 2018 ospita la sede per il supporto dell'iniziativa CubeSat tra cui le attività di assemblaggio, integrazione e test.

### ECSAT
Il Centro europeo per le applicazioni spaziali e le telecomunicazioni (European Centre for Space Applications and Telecommunications - ECSAT) si trova allo Harwell Science and Innovation Campus, nel Regno Unito. Ospita il direttorato per le telecomunicazione e applicazioni integrate, dedicato all'innovazione per mantenere l'azienda spaziale europea all'avanguardia nel competitivo mercato dei satelliti per le telecomunicazioni. ECSAT è anche la sede del programma per la Ricerca Avanzata nei Sistemi di Telecomunicazione (Advanced Research in Telecommunications Systems - ARTES). Oltre a fornire supporto per lo sviluppo di nuovi satelliti e le infrastrutture di terra, collabora con partenariato pubblico-privato varie aziende.
L'Ufficio per l'osservazione del clima terrestre (Earth Observation Climate Office) raccoglie i dati ottenuti dai satelliti per migliorare la comprensione delle dinamiche climatiche. Collabora con le comunità internazionali di ricercatori condividendo i dati raccolti.

### Spazioporto
Il centro spaziale guyanese si trova a Kourou, nella Guiana Francese, ed è il principale sito di lancio europeo. Situato a 500 km a nord dell'equatore, permette ai lanciatori di beneficiare dell'effetto fionda fornito dalla rotazione terrestre. Operativo dal 1968, ha ospitato più di 240 lanci e viene utilizzato anche da altre aziende spaziali. Ospita la stazione di terra di Kourou appartenente al network ESTRACK per il tracciamento delle sonde spaziali.

### Uffici extraeuropei
L'ufficio di Washington rappresenta l'ESA negli Stati Uniti e nel Canada, ed è stato aperto all'inizio degli anni '70 con la collaborazione per il programma Spacelab, e successivamente trasformato in un ufficio di collegamento.
L'ufficio di Bruxelles si occupa delle relazioni con l'Unione Europea, in particolare con la Commissione Europea, con il Consiglio dell'Unione europea e il Parlamento europeo. 
L'ufficio di Mosca, chiamato Missione Permanente dell'ESA nella Federazione Russa (ESA Permanent Mission in the Russian Federation), rappresenta l'agenzia spaziale europea in Russia ed è stato istituito nel 1995.

## Amministrazione

### Direttori dell'ELDO
| Foto | Nome                           | Paese   | Periodo in carica | Periodo in carica | Note   |
| Foto | Nome                           | Paese   | Inizio            | Fine              | Note   |
| ---- | ------------------------------ | ------- | ----------------- | ----------------- | ------ |
|      | Dr. Renzo Carrobio di Carrobio | Italia  | 1964              | 1972              | [ 61 ] |
|      | Generale Robert Aubinière      | Francia | 1972              | 1975              | [ 62 ] |
|      | Dr. George Van Reeth           | Belgio  | 1975              | 1975              | [ 63 ] |

### Direttori dell'ESRO
| Foto | Nome                    | Paese       | Periodo in carica | Periodo in carica | Note   |
| Foto | Nome                    | Paese       | Inizio            | Fine              | Note   |
| ---- | ----------------------- | ----------- | ----------------- | ----------------- | ------ |
|      | Dr. Pierre Victor Auger | Francia     | 1964              | 1967              | [ 64 ] |
|      | Sir Hermann Bondi       | Regno Unito | 1967              | 1971              | [ 65 ] |
|      | Dr. Alexander Hocker    | Germania    | 1971              | 1974              | [ 66 ] |
|      | Dr. Roy Gibson          | Regno Unito | 1974              | 1975              | [ 67 ] |

### Direttori dell'ESA
| Foto | Nome                   | Paese       | Periodo in carica | Periodo in carica | Note   |
| Foto | Nome                   | Paese       | Inizio            | Fine              | Note   |
| ---- | ---------------------- | ----------- | ----------------- | ----------------- | ------ |
|      | Dr. Roy Gibson         | Regno Unito | 1975              | 1980              | [ 67 ] |
|      | Erik Quistgaard        | Danimarca   | 1980              | 1984              | [ 68 ] |
|      | Prof. Reimar Lüst      | Germania    | 1984              | 1990              | [ 69 ] |
|      | Jean-Marie Luton       | Francia     | 1990              | 1997              | [ 70 ] |
|      | Antonio Rodotà         | Italia      | 1997              | 2003              | [ 71 ] |
|      | Jean-Jacques Dordain   | Francia     | 2003              | 2015              | [ 72 ] |
|      | Johann-Dietrich Wörner | Germania    | 2015              | 2021              | [ 73 ] |
|      | Josef Aschbacher       | Austria     | 2021              | in carica         | [ 74 ] |